# Nyx
Nyx er nattens gudinde i græsk mytologi, og mor til Keres, Thanatos, Hypnos, Momos, Eris, Philotes og Nemesis.